# Esotera
Esotera war eine Esoterik-Monatszeitschrift aus dem Freiburger Hermann Bauer Verlag, die im deutschsprachigen Raum von 1970 bis 2001 erschien. Von 1970 bis 1985 wurde sie als Abonnentenzeitschrift vertrieben, ab 1986 im freien Verkauf. Sie hatte eine verkaufte Auflage von knapp 30.000 Exemplaren und erreichte Spitzenauflagen von 70.000.
Esotera zählte zu den bekanntesten deutschsprachigen Esoterik-Magazinen. Zum Konzept gehörte es, auch kritische Beiträge über Esoterik, Okkultismus und New Age zu veröffentlichen. Ein weiteres Themengebiet war die Alternativmedizin. Sie berichtete in Deutschland als eine der ersten Zeitschriften über das Phänomen der so genannten Nahtod-Erfahrungen und die Sterbeforschung (etwa der Schweizerin Elisabeth Kübler-Ross).
Vorläufer war die Zeitschrift Die andere Welt, die 1958 bis 1969 im Hermann Bauer Verlag erschien und auf die Zeitschrift und auf das Magazin Die okkulte Stimme (1949–1958) zurückging. 1970 kaufte Hermann Bauer den Johannes Baum Verlag, in dem bislang die Zeitschrift Die weiße Flagge, das Organ der Neugeist-Bewegung, erschienen war (1923–1941 und 1950–1970). Esotera entstand aus der Zusammenlegung dieser beiden Periodika.
Unter der Leitung von Chefredakteur Gert Geisler blieb nach einiger personeller Fluktuation das Heft mit einer fünfköpfigen Redaktion ab 1994 stabil, insgesamt waren bei der Zeitschrift ein Dutzend Personen tätig. Gegen Ende der 1990er Jahre sank die Auflage jedoch auf nur noch 16.000. Im Jahre 1999 wurde der Verlag an den Düsseldorfer PR-Unternehmer Paul J. Kohtes verkauft und esotera wurde einem Relaunch unterzogen. Der neue Verlag musste im Frühjahr 2001 Insolvenz anmelden. Ende 2001 wurde die Redaktion (bis auf die Anfang 2001 eingestellte neue Chefredakteurin Christamaria Hehmann) entlassen; esotera wurde an einen Berliner Kleinverlag verkauft. 2003 ging der Verlag Hermann Bauer in Insolvenz; der letzte größere Arbeitsgerichtsprozess im Zusammenhang mit dem Konkurs endete Ende 2006 mit einem Vergleich. Von den neuen Eignern in Berlin wird esotera immer noch – allerdings in wesentlich kleinerer Auflage und unregelmäßig – produziert.
Titel:
- Esotera. Das Fachmagazin für neues Denken und spirituelles Leben. Hermann Bauer Verlag, Freiburg im Breisgau 1970–2001, ISSN 0003-2921, ZDB-ID 125262-8.
- Die neue Esotera. Gesundheit, Spiritualität, Lebensfreude. Hoks-Mediendienst, Berlin 2001–2004, ISSN 1617-8769, ZDB-ID 2035236-0.
- Esotera Essenz-Almanach. Das Fachmagazin für neues Denken und spirituelles Leben. Gesundheit, Spiritualität, Lebensfreude, Magie, altes und neues Wissen. Hoks-Mediendienst, später PMD Print Medien Dienst, Berlin 2006–2007, ZDB-ID 2275121-X.